# Омутна (селище)
О́мутна (рос. Омутная) — селище (колишнє село) у складі Зоринського району Алтайського краю, Росія. Входить до складу Верх-Комишенської сільської ради.

## Населення
Населення — 48 осіб (2010; 45 у 2002).
Національний склад (станом на 2002 рік):
- росіяни — 82 %